# Fernando Navarro
Fernando Navarro Corbacho (Barcelona, 1982. június 25. –) spanyol labdarúgó, jelenleg a Deportivo La Coruña hátvédje. Általában bal oldali hétvédként játszik, de bármelyik védő poszton megállja a helyét.

## Pályafutása
Navarro az FC Barcelona utánpótlásában nevelkedett, és eredetileg úgy volt, hogy lesz a 2002-ben az Atlético Madridba távozott Sergi Barjuán utódja a bal hátvéd poszton, azonban egy súlyos térsérülés megakadályozta ebben.

## Fordítás
- Ez a szócikk részben vagy egészben  a   Fernando_Navarro_Corbacho című angol Wikipédia-szócikk fordításán alapul.  Az eredeti cikk szerkesztőit annak laptörténete sorolja fel. Ez a jelzés csupán a megfogalmazás eredetét és a szerzői jogokat jelzi, nem szolgál a cikkben szereplő információk forrásmegjelöléseként.